# Safir Engineering
Safir F1 fue un equipo de Fórmula 1 de 1975 que fue adquirida de la antigua escudería Token, este equipo es considerado como una de las escuderías más modestas de la historia de la Fórmula 1.

## Historia
Después del fallo de la escudería Token, (escudería que clasificó en 3 de 4 carreras y solo logró acabar una), la escudería reapareció como Safir F1 a finales de 1975 ahorrando los directores de la escudería dinero para volver a tener un coche propio, a finales del año 1975 el equipo ya tenía su propio coche, y un solo piloto. El piloto era Tony Trimmer y la escudería se dedicó a participar en carreras no puntuables, participaron en 2 carreras, la International Trophy del Circuito de Silverstone y en la carrera no puntuable de  Dijon Prenois, llamas Suisse International Grand Prix se llamaba así, porque en 1955 se produjo el mayor desastre automovilístico conocido como Desastre de Le Mans en 1955 y los suizos prohibieron todo tipo de competición automovilística en su territorio. El coche no terminó en una de las dos carreras, que fue Silverstone  y en la carrera de Dijon Prenois terminó decimocuarto y último por lo que la escudería no tuvo ningún éxito y el fundador de la escudería no tenía dinero para hacer un nuevo coche, y el coche de 1975 fue considerado como "No Válido" en la  pretemporada Fórmula 1 de 1976, por lo que nunca participó en una carrera puntuable de Fórmula 1 y desapareció definitivamente en la pretemporada de 1976 debido a falta de presupuesto y problemas financieros por lo que algunos lo consideran actualmente como un Fórmula 1 Unoficial, ya que solo participó en carreras no puntuables, al igual que hizo el equipo Lyncar Racing el año anterior, también con el mismo piloto. Quizá si hubiera reaparecido años más tarde, podría haber sobrevivido más tiempo, pero a pesar de ello, se considera un coche de Fórmula 1.  En resumen, este era uno de los muchos equipos que luchaban por sobrevivir en la Fórmula 1. La escudería desapareció, siendo la escudería francesa de Fórmula 1 Ligier el que ocuparía el lugar de la escudería Safir, (no quiere decir que haya sido renombrado como Ligier, es solo que fue reemplazado por dicha escudería).

## Coche
El coche de 1975 era parecido al Token pero pintado de azul y blanco, con una suspensión mejorada, haciéndolo uno de los coches más trucados en las precualificaciones. El coche logró escapar de las precualificaciones en ambas carreras en las que participó Tony Trimmer y el número del monoplaza en las carreras no puntuables era el número 52,  terminó una de las dos carreras y su mejor resultado fue un decimocuarto puesto. 
Para la temporada de 1976 el número del monoplaza en la Fórmula 1 iba a ser el Nº26, pero no se presentó, y fue reemplazado por Ligier que llevó el número 26 desde 1976 hasta 1995.